# 風林火山 (映画)
『風林火山』（ふうりんかざん）は、1969年（昭和44年）3月1日公開の日本の時代劇映画。主演は三船敏郎。監督は稲垣浩。三船プロダクション制作、東宝配給。カラー。シネマスコープ。165分。
井上靖の小説『風林火山』を橋本忍と国弘威雄が共同で脚色し映画化したものである。

## 概略
1969年の春の東宝映画ビッグ企画として封切られ、世界のミフネこと三船敏郎以下、当今の大スターの競演で話題をさらった。なお、同年夏には大映から、勝新太郎を主演とし勝プロダクションの制作による幕末巨編『人斬り』が公開された。石原裕次郎は共通してこの両作品に出演している。
三船敏郎が主人公・山本勘助を気骨で勇壮に演じたのと対照的に、中村錦之助（萬屋錦之介）扮する武田信玄はどこにでもいそうな青二才風の朗々とした青年として演出された。その後、勘助と出逢った後は大器ある君主として成長し、クライマックスの川中島合戦へと物語は至る。石原裕次郎は後半で上杉謙信として登場、他にも佐久間良子の由布姫、大空真弓の於琴姫、田村正和の武田信繁など、魅力的な配役をそろえ、子役時代の中村勘九郎（十八代目中村勘三郎）が武田勝頼役で出演している。
土屋嘉男は、自身の先祖とされる土屋右衛門尉を演じた。
なお諏訪頼重役の平田昭彦（当時41歳）と由布姫の佐久間良子（29歳）は12歳差で父娘に見えないが、これはリアリズム重視の配役で、同時に武田信玄の中村錦之助（36歳）も平田より5歳年下である。

## ストーリー
兵法に秀でながら、いまだ決めた主君にめぐり合えず年を重ねている山本勘助は、甲斐の武田家へ目をつけ、板垣信方に取り入り若き当主・武田晴信とのお目見えを許される。武田家家臣は、流れ者勘助の才を評価しようとしなかったが、晴信は板垣の推挙なら、と召抱える。勘助にとっては仕官してのちの初陣となる諏訪攻めでは、諜略を働きかけて国主・諏訪頼茂を謀殺する。しかし、その姫・由布姫に心を奪われた勘助は、その気持ちを秘めたまま日々を過ごす。晴信は次に信濃攻略に乗り出すが、勘助の理解者であった板垣をはじめ、勘助を快く思わず命までも狙った甘利らが戦死する。武田勢は手痛い犠牲を払った。そうした長期化する戦況のなか、信濃の諸侯は越後を頼って落ち延びる。その越後には関東管領・上杉家の名跡を継承した長尾景虎改め上杉謙信がいた。武田か。上杉か。川中島を主戦場とする戦国一の血戦が近づこうとしていた。

## 出演者
- 山本勘助：三船敏郎
- 由布姫：佐久間良子
- 武田信玄：中村錦之助
- 上杉謙信：石原裕次郎
- 畑中武平（山本勘助の部下）：緒形拳
- 板垣信里（板垣信方の嫡男）：中村賀津雄
- 荻原弥右衛門（山本勘助の組頭）：中村梅之助
- 武田信繁：田村正和
- 武田勝頼：中村勘九郎
- 於琴姫：大空真弓
- 武平の妻：春川ますみ
- 諏訪岩根（由布姫の侍女）：東郷晴子
- 諏訪茅野（由布姫の侍女）：沢井桂子
- 三条氏：久我美子
- 諏訪頼茂：平田昭彦
- 土屋右衛門尉：土屋嘉男
- 馬場美濃守：久保明
- 内藤修理：中谷一郎
- 山県三郎兵衛：堺左千夫
- 高田節頼：富田仲次郎
- 秋山伯耆守：瑳川哲朗
- 荻原常陸介：向井淳一郎
- 戸田淡路：村田吉次郎
- 甘利備前守：山崎竜之介
- 長坂頼弘：香川良介
- 横田高松：清水将夫
- 村上義清：戸上城太郎
- 青木大膳：南原宏治
- 飯富虎昌：志村喬
- 笠原清重：月形龍之介
- 板垣信方：中村翫右衛門

## スタッフ
- 原作：井上靖『風林火山』
- 監督：稲垣浩
- 脚本：橋本忍、国弘威雄
- 製作：三船敏郎、田中友幸、西川善男、稲垣浩
- 音楽：佐藤勝
- 撮影：山田一夫
- 美術：植田寛
- 録音：藤縄正一
- 照明：小西康夫
- 編集：阿良木佳弘
- 監督助手：丸輝夫
- 製作担当者：古賀祥一
- 殺陣：久世竜
- 合成：土井三郎

## 同時上映
『北日本を飛ぶ』
- 脚本：吉岡道夫／監督：小林千種
- 北海道放送映画製作による短編作品。